# Yeshe Ö
Yeshe Ö ou Lhachen Yeshe Ö, de son vrai nom, Khor-re, né en 959 et décédé en 1036, est le premier lama-roi du royaume de Gugé au Tibet, pendant l'ère de la fragmentation. Né sous le nom de Khor-re, il est mieux connu sous le nom de Yeshe Ö, son nom spirituel.
Yeshe Ö est le deuxième roi de la succession du royaume de Guge dans le sud-ouest du plateau tibétain. Yeshe Ö abdique le trône vers 975 pour devenir lama. Dans l'historiographie tibétaine classique, on lui attribue la restauration d'une tradition organisée et monastique du bouddhisme tibétain. Il construit le monastère de Tholing en 997 lorsque Tholing est la capitale de Guge. Yeshe Ö parraine des noviciats, dont le grand traducteur Rinchen Zangpo.

## Nom
De son vrai nom, Khor-re, il reçoit d'abord le titre honorifique de Dharmaraja (signifiant « Noble Roi ») durant son règne, puis en devenant lama, il prend les noms spirituels de Jangchub Yeshe Ö, Byang Chub Ye shes' Od, Lha Bla Ma, Hla Lama Yeshe O et Lalama Yixiwo. On le connait plus traditionnellement sous le nom de Yeshe Ö ou Lhachen Yeshe Ö.

## Biographie
Dès son plus jeune âge, Yeshe Ö s’intéresse aux questions religieuses. Il est le fils du roi Tashigön (bKra-shis-mgon). Son père est un des trois fils de Kyide Nyimagon. En 967, il hérite des territoires de son père : les royaumes fusionnés de Tashigön et Detsugon, couvrant les régions de Purang, Gugé, Zanskar, Spiti, Lahaul et le Haut-Kinnaur,. 
Yeshe Ö, mieux connu sous son nom spirituel, Lhachen Yeshe Ö, est le premier lama-roi notable du Tibet . Son premier acte en tant que roi est d'émettre des ordres décrétés sous le titre bka' shog chen mo (« Grands dictons »), qui reflètent son objectif premier de gouverner son royaume de manière théocratique : c'est la raison pour laquelle il est connu comme « un roi et un moine ». Cette orientation a pour but d’assurer la propagation du bouddhisme dans tout le Tibet. Il ordonne aux agriculteurs et aux nomades de payer une redevance pour l'entretien du monastère.
La seconde vague de diffusion du bouddhisme au Tibet est uniquement attribuée à Yeshe Ö. Il croit en la réforme de son royaume sous l'éthique des trois R, à savoir l'éducation religieuse, l'architecture religieuse et la réforme religieuse, à une époque où les traditions religieuses, artistiques, architecturales, scripturales et philosophiques bouddhistes indiennes imprègnent tout le monde tibétain à travers Guge. 
Sur la base des pratiques suivies au Cachemire et en Inde, Yeshe Ö attribue vingt et un jeunes novices spécialement choisis pour être formés comme moines au Cachemire et dans d’autres centres d’apprentissage bouddhiste. Ils travaillent pour des gourous bouddhistes afin de traduire les écritures bouddhistes du sanskrit au tibétain. Parmi les novices, seuls deux survivent : Rinchen Zangpo et Lekpai Sherap. Les autres succombent aux conditions climatiques extrêmes du nord de l’Inde.
Rinchen Zangpo est un étudiant si impressionnant que Yeshe Ö lui confie la traduction d'autres écritures sanskrites, ainsi que la construction de monastères au Tibet. Le premier au Tibet occidental, Tholing, est construit en 997, après que Yeshe Ö eut été roi pendant trente ans. Les autres principaux monastères construits sous l'initiative du roi sont le monastère de Tabo au Ladakh et le monastère de Khochar.
Il règne, avec son frère, sur toute la région de l'Himalaya occidental. Il fonde des temples et encourage la noblesse du Tibet. Il s'oppose aux formes ésotériques de pratiques tantriques (principalement pratiquées par des groupes non organisés) qui prévalent au Tibet, et éprouve une certaine répulsion à l'égard de l'introduction du tantrisme dans la nouvelle culture bouddhiste du Tibet. Son souhait est de maintenir une forme de religion plus pure et plus rationaliste au Tibet, et ses vues sont citées dans les Annales bleues, écrites au XVe siècle.

## Postérité

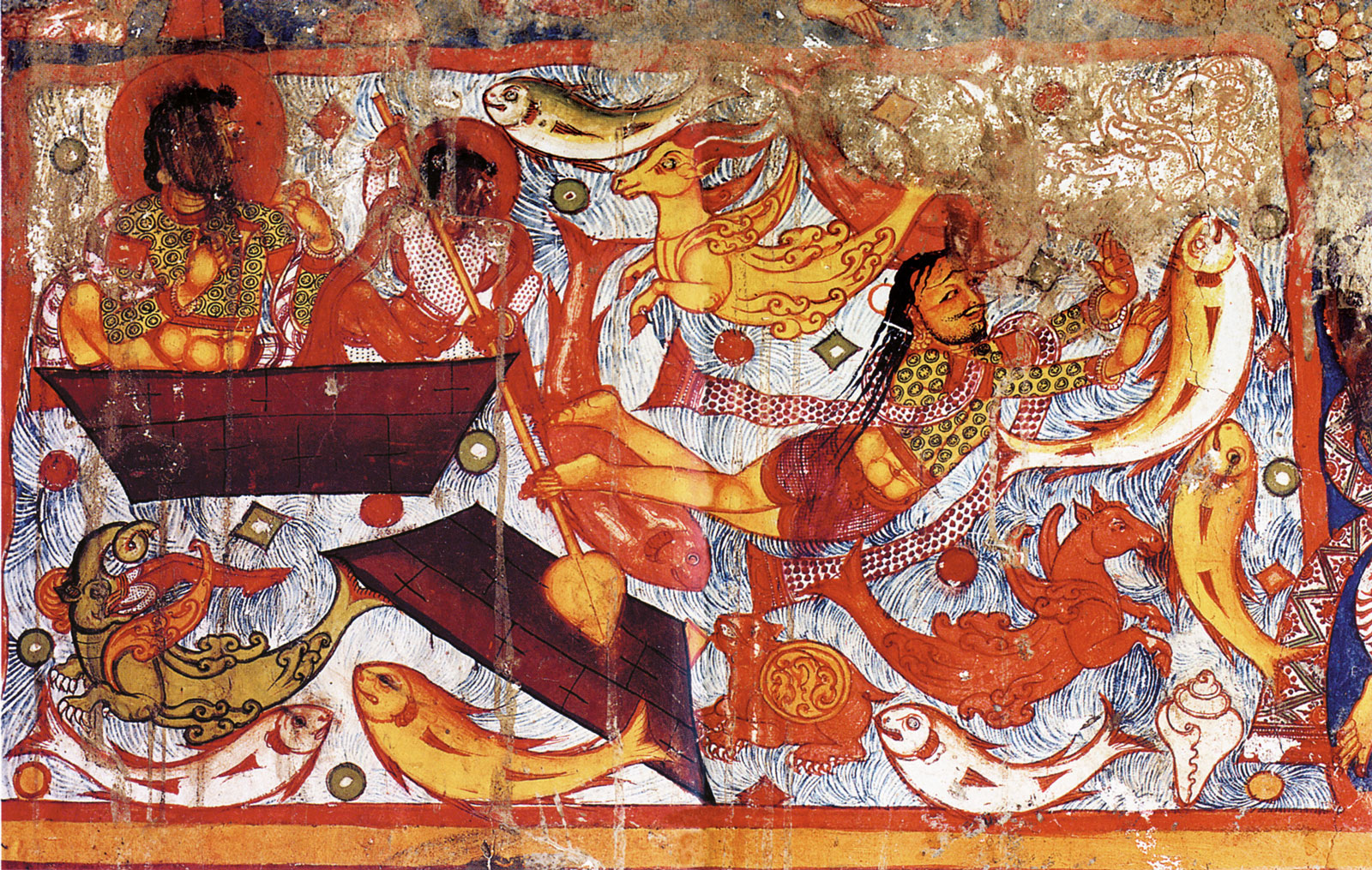
Peinture d'Avalokiteshvara représentant un pêcheur en détresse pendant une tempête, dans le stupa nord-est du temple de Yeshe Ö, Tholing, (origine cachemirienne, XIe siècle)

Le temple Yeshe Ö du Xe siècle est actuellement en cours de reconstruction après que les Gardes rouges l'aient endommagé pendant la Révolution culturelle en 1967. Dans le Lotsava Lakhang à Riba, dans la préfecture de Ngari, des études sur le terrain révèlent une peinture de huit moines, dont Rinchen Zangpo, envoyés au Cachemire par Yeshe Ö pour apporter des textes d'écritures du bouddhisme Mahayana de là au Tibet occidental.